# Baldwin (rijeka na Manu)
Rijeka Baldwin je lijeva pritoka rijeke Glass na otoku Manu. Duga je oko 6 km. Izvire blizu Beinn-y-Photta (i blizu Brandywell Cornera na stazi TT) i teče prema jugu kroz dolinu East Baldwin da bi se spojila s Glassom oko 4. km istočno od Crosbyja i nešto više od jedne milje (ili nešto manje od 2 km) sjeverno od Noble's Hospital, Douglas. Većim dijelom svog toka čini granicu župe između Braddana (na zapadu) i Onchana (na istoku).
Njeno ime na manskom galskom, od kojeg je, čini se, izvedena engleska verzija, je Awin Voaldyn ili Boaldyn prije početne mutacije, što odgovara festivalu Beltane u svibnju.